# تور رهایی
تور رهایی (انگلیسی: The Liberation Tour) پنجمین تور کنسرت از خواننده امریکایی کریستینا اگیلرا بود  که در حمایت از هشتمین آلبوم استودیویی‌اش، رهایی (آلبوم)  برگزار شد.